# Nectandra caudatoacuminata
Nectandra caudatoacuminata là một loài thực vật thuộc họ Nguyệt quế. Đây là loài đặc hữu của Haiti.